# Fabio Botelho Carvalho
Fabio Botelho Carvalho (* 21. Juni 1979 in Mogi Mirim) ist ein ehemaliger brasilianischer Triathlet.

## Werdegang
Im Oktober 2000 wurde Fabio Carvalho beim Ironman Hawaii Vize-Weltmeister in der Altersklasse M18-24.
Auf der halben Ironman-Distanz konnte er im August 2014 den Ironman 70.3 Foz do Iguaçu gewinnen.
Beim Ironman Copenhagen wurde er im August 2016 Dritter. Seit 2016 tritt er nicht mehr international in Erscheinung.

## Sportliche Erfolge
| Datum/Jahr    | Rang | Wettbewerb                               | Austragungsort | Zeit     | Bemerkung                      |
| ------------- | ---- | ---------------------------------------- | -------------- | -------- | ------------------------------ |
| 10. Juli 2016 | 7    | Ironman 70.3 Jönköping                   | Jönköping      | 03:57:17 | bei der Erstaustragung         |
| 5. Apr. 2015  | 7    | Ironman 70.3 Brasil                      | Penha          | 03:49:48 |                                |
| 30. Aug. 2014 | 1    | Ironman 70.3 Foz do Iguaçu               | Brasilien      | 04:00:42 | [ 1 ]                          |
| 25. Aug. 2012 | 2    | Ironman 70.3 Brasil                      | Penha          |          | Zweiter hinter Terenzo Bozzone |
| 21. Aug. 2011 | 32   | ITU Triathlon Sprint World Championships | Lausanne       | 00:55:01 |                                |
| 2009          | 3    | Ironman 70.3 Brasil                      | Penha          |          |                                |

| Datum/Jahr    | Rang | Wettbewerb            | Austragungsort | Zeit     | Bemerkung                           |
| ------------- | ---- | --------------------- | -------------- | -------- | ----------------------------------- |
| 21. Aug. 2016 | 3    | Ironman Copenhagen    | Kopenhagen     |          |                                     |
| 27. Sep. 2014 | DNF  | Ironman Mallorca      | Alcúdia        | –        | bei der Erstaustragung auf Mallorca |
| 1. Dez. 2013  | 8    | Ironman Mexico        | Cozumel        | 08:31:12 | hinter dem Sieger Michael Weiss     |
| 24. Juni 2007 | 21   | Ironman Coeur d’Alene | Idaho          | 05:11:34 |                                     |
| 29. Mai 2006  | 6    | Ironman Brasil        | Florianópolis  | 08:38:41 |                                     |
| 14. Okt. 2000 |      | Ironman Hawaii        | Hawaii         | 09:34:28 | Zweiter in der Altersklasse M18-24  |

(DNF – Did Not Finish)